# I Love Trouble
I Love Trouble (bra: Adoro Problemas) é um filme estadunidense de 1994, do gênero comédia românticae de ação, dirigido por Charles Shyer, também autor do roteiro, ao lado de sua mulher, Nancy Meyers.

## Sinopse
Um veterano jornalista descobre que bela novata deu um furo de reportagem na sua frente, sobre um acidente de trem, que foi fruto de sabotagem, mesmo ambos se odiarem, precisam unir forças para salvar suas vidas.

## Elenco
- Julia Roberts .... Sabrina Peterson
- Nick Nolte .... Peter Brackett
- Saul Rubinek .... Sam Smotherman
- James Rebhorn .... homem magro
- Robert Loggia .... Matt Greenfield
- Kelly Rutherford .... Kim
- Olympia Dukakis .... Jeannie, secretária de Peter
- Marsha Mason .... Gayle Robbins
- Eugene Levy .... magistrado
- Charles Martin Smith .... Rick Medwick
- James Rebhorn .... homem magro
- Dan Butler .... Wilson Chess
- Paul Gleason .... Kenny Bacon
- Jane Adams .... Evans
- Nora Dunn .... Lindy

## Trilha sonora
1. Here's Peter (5:09)
2. Here's Sabrina (1:54)
3. Calling All Boggs (1:15)
4. Honeymoon Night (4:55)
5. Two Scoop Snoops (3:39)
6. Everybody Buys the Globe (:46)
7. Scoop de Jour (3:15)
8. Sabrina's Hip (1:04)
9. Wild Goose Chase (1:16)
10. The Beekman Agreement (2:02)
11. Keyhole Foreplay (1:20)
12. Happily Ever After (2:21)
13. "I Love Trouble" (3:43)
14. You've Really Got a Hold On Me - Robbyn Kirmsse (3:37)